# Liga de Fuerzas Básicas de México
La Liga de Fuerzas Básicas de México son torneos disputados por las categorías menores de los clubes de la Primera División de México. Estos torneos fueron fundados en 2009 empezando con las categorías Sub-17 y Sub-20, posteriormente estas se fueron modificando y otras más se agregaron. Actualmente la liga cuenta con torneos de categorías Sub-15, Sub-17, Sub-19 y Sub-21. 

## Historia
El 11 de noviembre de 2008, la Federación Mexicana de Fútbol Asociación acordó en la Asamblea Extraordinaria de Clubes de Primera División Profesional el surgimiento de una Liga de Fuerzas Básicas Sub-17 y Sub-20, a partir de la temporada 2009-10, esto con la intención de trabajar por primera vez en la formación de jugadores profesionales y de futuros seleccionados nacionales mejor capacitados. Esta decisión obligó a todos los clubes de la Primera División de México a tener un equipo en cada categoría, motivo por el cual Atlante, Necaxa, San Luis y Pumas se mostraron inconformes debido a que esto aumentaría los gastos de sus instituciones que ya manejaban otros equipos en la segunda y tercera división, añadido a esto, otro motivo que generó molestia por parte de algunos fue que la categoría Sub-20 permitiera contar con dos jugadores extranjeros por equipo ya que esto le quitaría oportunidades a los jóvenes mexicanos. Por otro lado, hubo otros equipos que se expresaron de forma positiva como lo fueron Guadalajara e Indios. El 28 de abril de 2009, Decio de María, Secretario de la Federación Mexicana de Futbol, informó que los torneos de las categorías Sub-17 y Sub-20 fueron aprobados por todos los equipos y se jugarían a la par del torneo de la Primera División.
El viernes 24 de julio de 2009 se jugó el primer partido en la historia de la categoría sub-20, el resultado final fue un empate a dos goles entre Estudiantes Tecos y Pachuca, el anotador del primer gol fue Taufic Guarch. Al siguiente día se disputó el primer partido de la categoría Sub-17 el cual terminó en empate a un gol entre Cruz Azul y Chiapas siendo Edgar Reséndez el anotador del primer gol en la historia de la categoría. Atlas se convirtió en el primer campeón Sub-17 al conseguir más puntos durante 34 jornadas, mientras que Érick Torres Padilla de Guadalajara fue el máximo goleador de la competencia con 22 goles. Por otro lado, en la categoría Sub-20 el campeón fue Tigres, y los goleadores fueron Brayan Martínez de Monterrey y Samuel Ochoa de Estudiantes Tecos, con 18 goles cada uno.
En enero de 2010 se disputó el primer torneo de categoría Sub-15, en la final Atlas y Santos Laguna empataron sin goles y en penales Atlas ganó el título por marcador de 6-5; Oscar Cardona de Tigres fue el goleador con 6 anotaciones. En abril de 2012 se disputó el primer torneo de categoría Sub-13, en la final se enfrentaron Monterrey contra Atlas, en tiempo regular empataron a un tanto, mientras en los penales los regiomontanos resultaron campeones al ganar 4-3; los goleadores fueron Brayam Rochin de Pachuca y Víctor Santillán de Atlas, con 5 goles cada uno.
En el 2014 Adrián Lozano de Santos fue el encargado de anotar el gol 10,000 en la historia de los torneos de fuerzas básicas, Emanuel Montejano de Pumas anotó el 20,000 en el 2017 y Christopher Trejo de Atlas el 30,000 en el 2020.
En mayo de 2021 se realizaron algunos cambios en el futbol mexicano, entre ellos las diferentes categorías de las fuerzas básicas, las cuales quedaron distribuidas en Sub-14, Sub-16, Sub-18 y Sub-20.
En mayo de 2023, durante la Sesión Ordinaria de Clubes de la LIGA BBVA MX, se aprobó el Plan Integral de Desarrollo Deportivo, con esto se tomó la decisión de eliminar la categoría Sub-20 y fusionarla con la Liga de Expansión MX, creando así la "Liga de Expansión Sub-23" con el fin de fortalecer los ingresos de la Liga de Expansión, ya que perdería el subsidio con el que contaba en la temporada 2025-26. Un año después, quedo descartada esta fusion bajo el argumento que no era costeable financieramente y que de poco serviria para el desarrollo del futbol juvenil. Para el Apertura 2025, la categoria Sub-23 desaparecio y en su lugar se creó la categoria Sub-21.

## Sub-13

#### Historial
| Temporada | Campeón                | Subcampeón              | Goleador(es) | Notas |
| --------- | ---------------------- | ----------------------- | --- | --- |
| 2012      | C. F. Monterrey        | Atlas F. C.             | Brayam Rochin - Pachuca (5) Víctor Santillán - Atlas (5)                                                                                    | |
| 2013      | C. F. Pachuca          | Atlas F. C.             | Rodrigo De Jesús - Toluca (5) Roberto de la Rosa - Pachuca (5)                                                                              | |
| P-2014    | C. América             | C. Universidad Nacional | Raúl Castillo - Pachuca (5) Carlos Pecina - Correcaminos UAT (5)                                                                            | |
| V-2014    | C. D. Guadalajara      | C. Santos Laguna        | Iván Hernández - Monarcas Morelia (5) | |
| P-2015    | C. D. Guadalajara      | Atlas F. C.             | Kevin Alamillo - Tigres (5) | |
| O-2015    | C. D. Guadalajara      | C. Santos Laguna        | Miguel Pérez - Toluca (5) | |
| I-2016    | C. D. Guadalajara      | C. F. Pachuca           | Christian Haro - Guadalajara (4) Diego Rivas - Monterrey (4)                                                                                | |
| V-2016    | Deportivo Toluca F. C. | Atlas F. C.             | Fidel Ambríz - León (3) Alberto Chávez - Atlas (3) Gabriel López - Monarcas Morelia (3) Rogelio Cortez - Necaxa (3)                         | |
| P-2017    | C. F. Monterrey        | Deportivo Toluca F. C.  | Bryan Casas - Necaxa (4) | |
| V-2017    | Atlas F. C.            | C. Tijuana              | Juan Conejo - Monarcas Morelia (4) Jesús Hernández - Querétaro (4)                                                                          | |
| P-2018    | Monarcas Morelia       | C. León                 | Luis Chiu - Pachuca (3) Klever Castillo - América (3) Erick Medrano - Atlas (3) Ricardo Peraza - Guadalajara (3) Héctor Parra - Venados (3) | |
| V-2018    | C. F. Pachuca          | C. D. Guadalajara       | Erick Medrano - Atlas (7) | |
| P-2019    | C. Santos Laguna       | C. F. Pachuca           | Álex Valencia - Santos (5) | |
| V-2019    | Atlas F. C.            | C. F. Pachuca           | Gael Álvarez - Pachuca (4) | |
| P-2020    |                        |                         | | Torneo cancelado debido a la pandemia del COVID-19                                                                       |
| V-2020    |                        |                         | | -Torneos no fueron realizados debido a la pandemia del COVID-19 -La categoría cambia a Sub-14 a partir del Apertura 2021 |
| P-2021    |                        |                         | | -Torneos no fueron realizados debido a la pandemia del COVID-19 -La categoría cambia a Sub-14 a partir del Apertura 2021 |

#### Palmarés
| Club                    | Campeón | Subcamp. | Años de los campeonatos        |
| ----------------------- | ------- | -------- | ------------------------------ |
| C. D. Guadalajara       | 4       | 1        | V-2014, P-2015, O-2015, I-2016 |
| Atlas F. C.             | 2       | 4        | V-2017, V-2019                 |
| C. F. Pachuca           | 2       | 3        | 2013, V-2018                   |
| C. F. Monterrey         | 2       | -        | 2012, P-2017                   |
| C. Santos Laguna        | 1       | 2        | P-2019                         |
| Deportivo Toluca F. C.  | 1       | 1        | V-2016                         |
| C. América              | 1       | -        | 2014                           |
| Monarcas Morelia        | 1       | -        | P-2018                         |
| C. Universidad Nacional | -       | 1        |                                |
| C. Tijuana              | -       | 1        |                                |
| C. León                 | -       | 1        |                                |

## Sub-14

### Historial
| Temporada | Campeón           | Subcampeón              | Goleador(es)                                                | Notas                                                                    |
| --------- | ----------------- | ----------------------- | ----------------------------------------------------------- | ------------------------------------------------------------------------ |
| A-2021    |                   |                         | Diego Molina - América (9)                                  | Torneo amistoso, se jugaron 9 jornadas, no hubo campeón                  |
| C-2022    | C. F. Pachuca     | C. Necaxa               | Luis Rodríguez - Atlas (12)                                 |                                                                          |
| A-2022    | C. D. Guadalajara | C. Universidad Nacional | José Herrera - Universidad Nacional (18)                    |                                                                          |
| C-2023    | C. F. Monterrey   | C. Tijuana              | Gilberto Mora - Tijuana (13)                                |                                                                          |
| A-2023    | C. Tijuana        | C. D. Guadalajara       | Omar Vázquez - América (12)                                 |                                                                          |
| C-2024    | C. América        | C. Necaxa               | Santiago Pérez - Pachuca (16)                               | La categoría cambia a Sub-15 a partir del Apertura 2024                  |
| P-2025    | C. América        | Atlas F. C.             | Jorge Serrano - América (4) Armando Soriano - Monterrey (4) | La categoría regresa como torneo de solo 3 jornadas con octavos de final |

### Palmarés
| Club                    | Campeón | Subcamp. | Años de los campeonatos |
| ----------------------- | ------- | -------- | ----------------------- |
| C. Tijuana              | 1       | 1        | A-2023                  |
| C. D. Guadalajara       | 1       | 1        | A-2022                  |
| C. F. Pachuca           | 1       | -        | C-2022                  |
| C. F. Monterrey         | 1       | -        | C-2023                  |
| C. América              | 1       | -        | C-2024                  |
| C. Necaxa               | -       | 2        |                         |
| C. Universidad Nacional | -       | 1        |                         |

## Sub-15

### Historial
| Temporada | Campeón                | Subcampeón                       | Goleador(es) | Notas |
| --------- | ---------------------- | -------------------------------- | --- | --- |
| 2010      | Atlas F. C.            | C. Santos Laguna                 | Oscar Cardona - Tigres (6) | |
| 2010      | C. F. Pachuca          | C. América                       | Alexis Villa - Atlas (3) Alan Ávila - Toluca (3) Alexis Márquez - América (3) Yamir Álvarez - Cruz Azul (3) Kevyn Montaño - Cruz Azul (3) Aldo Magaña - León (3)       | |
| I-2011    | C. D. Guadalajara      | C. F. Pachuca                    | Marco Granados - Guadalajara (4) | |
| V-2011    | C. América             | Atlas F. C.                      | Alejandro Díaz - América (4) Aldo Magaña - Pachuca (4) David Navarro - Tigres (4) Víctor Zúñiga - Cruz Azul (4)                                                        | |
| I-2012    | C. F. Pachuca          | C. D. Guadalajara                | Daniel Granados - Monterrey (6) Manuel Mejía - Pachuca (6) | |
| V-2012    | C. F. Pachuca          | C. F. Monterrey                  | José Chávez - Tercera División (3) Daniel Granados - Monterrey (3) | |
| I-2013    | C. D. Guadalajara      | C. F. Pachuca                    | Juan Calero - Pachuca (4) Luis Villalva - América (4) Claudio Zamudio - Monarcas Morelia (4) Alejandro Zamudio - Universidad Nacional (4) Brandon Jiménez - Tigres (4) | |
| V-2013    | C. D. Guadalajara      | Selección de la Tercera División | Joe Gallardo - Monterrey (4) Luis Mora - Santos Laguna (4) José Salas - Guadalajara (4)                                                                                | |
| I-2014    | C. D. Guadalajara      | Monarcas Morelia                 | Roberto Balderas - Tercera División (4) Oscar Chávez - Monarcas Morelia (4)                                                                                            | |
| V-2014    | Atlas F. C.            | C. F. Pachuca                    | Jairo Torres - Atlas (3) Alonso Bencomo - Pachuca (3) Iván López - Tijuana (3) Luis Sáenz - América (3) Rubén Zepeda - Puebla (3)                                      | |
| I-2015    | Atlas F. C.            | C. F. Pachuca                    | Jairo Torres - Atlas (4) | |
| A-2015    | C. Tijuana             | C. Universidad Nacional          | Samuel López - Tijuana (15) | |
| C-2016    | C. F. Pachuca          | C. Santos Laguna                 | Roberto de la Rosa - Pachuca (19) | |
| A-2016    | Atlas F. C.            | C. Santos Laguna                 | Eduardo Banda - Monterrey (11) | |
| C-2017    | Atlas F. C.            | C. F. Pachuca                    | Eduardo Banda - Monterrey (11) | |
| A-2017    | C. F. Pachuca          | C. América                       | Rafael Martínez - Tijuana (17) | |
| C-2018    | Atlas F. C.            | C. D. Guadalajara                | Ever Corona - Guadalajara (13) | |
| A-2018    | C. F. Cruz Azul        | C. F. Pachuca                    | Rodrigo Huescas - Cruz Azul (13) | |
| C-2019    | C. D. Guadalajara      | C. Tijuana                       | Alberto Chávez - Atlas (14) Mario Cordero - Santos Laguna (14) | |
| A-2019    | Atlas F. C.            | C. América                       | José González - Universidad Nacional (13) | |
| C-2020    |                        |                                  | | Torneo cancelado debido a la pandemia del COVID-19                                                                       |
| A-2020    |                        |                                  | | -Torneos no fueron realizados debido a la pandemia del COVID-19 -La categoría cambia a Sub-16 a partir del Apertura 2021 |
| C-2021    |                        |                                  | | -Torneos no fueron realizados debido a la pandemia del COVID-19 -La categoría cambia a Sub-16 a partir del Apertura 2021 |
| A-2024    | Deportivo Toluca F. C. | C. América                       | Santiago Pérez - Pachuca (13) | |
| C-2025    |                        |                                  | Santiago Pérez - Pachuca (14) | |

### Palmarés
| Club                             | Campeón | Subcamp. | Años de los campeonatos                              |
| -------------------------------- | ------- | -------- | ---------------------------------------------------- |
| Atlas F. C.                      | 7       | 1        | 2010, V-2014, I-2015, A-2016, C-2017, C-2018, A-2019 |
| C. F. Pachuca                    | 5       | 6        | 2010, I-2012, V-2012, C-2016, A-2017                 |
| C. D. Guadalajara                | 5       | 2        | I-2011, I-2013, V-2013, I-2014, C-2019               |
| C. América                       | 1       | 4        | V-2011                                               |
| C. Tijuana                       | 1       | 1        | A-2015                                               |
| C. F. Cruz Azul                  | 1       | -        | A-2018                                               |
| Deportivo Toluca F. C.           | 1       | -        | A-2024                                               |
| C. Santos Laguna                 | -       | 3        |                                                      |
| C. F. Monterrey                  | -       | 1        |                                                      |
| Selección de la Tercera División | -       | 1        |                                                      |
| Monarcas Morelia                 | -       | 1        |                                                      |
| C. Universidad Nacional          | -       | 1        |                                                      |

## Sub-15 Internacional

### Historial
| Temporada | Campeón           | Subcampeón            | Goleador(es)                                                                                         | Notas |
| --------- | ----------------- | --------------------- | --- | --- |
| 2014      | C. F. Pachuca     | Chicago Fire          | Érick Sánchez - Pachuca (4) Jairo Torres - Atlas (4) José Chapa - Atlas (4) José Macías - Chivas (4) | |
| 2015      | C. D. Guadalajara | Eintracht Frankfurt   | Roberto de la Rosa - Pachuca (10)                                                                    | |
| 2016      | C. Tijuana        | Los Angeles Galaxy    | Roberto de la Rosa - Pachuca (9)                                                                     | |
| 2017      | C. F. Pachuca     | F. C. Dallas          | Iván Hernández - Pachuca (5)                                                                         | |
| 2018      | C. F. Pachuca     | F. C. Dallas          | Ricardo Pepi - Dallas (6)                                                                            | |
| 2019      | C. F. Pachuca     | C. Atlético de Madrid | Rafael Palma - Pachuca (5)                                                                           | |
| 2020      |                   |                       | | -Torneos no fueron realizados debido a la pandemia del COVID-19 -La categoría cambia a Sub-17 a partir del 2022 |
| 2021      |                   |                       | | -Torneos no fueron realizados debido a la pandemia del COVID-19 -La categoría cambia a Sub-17 a partir del 2022 |

### Palmarés
| Club                  | Campeón | Subcamp. | Años de los campeonatos |
| --------------------- | ------- | -------- | ----------------------- |
| C. F. Pachuca         | 4       | -        | 2014, 2017, 2018, 2019  |
| C. D. Guadalajara     | 1       | -        | 2015                    |
| C. Tijuana            | 1       | -        | 2016                    |
| F. C. Dallas          | -       | 2        |                         |
| Chicago Fire          | -       | 1        |                         |
| Eintracht Frankfurt   | -       | 1        |                         |
| Los Angeles Galaxy    | -       | 1        |                         |
| C. Atlético de Madrid | -       | 1        |                         |

## Sub-16

### Historial
| Temporada | Campeón           | Subcampeón             | Goleador(es)                    | Notas                                                   |
| --------- | ----------------- | ---------------------- | ------------------------------- | ------------------------------------------------------- |
| A-2021    | C. D. Guadalajara | C. F. Pachuca          | Ariel Castro - Guadalajara (16) |                                                         |
| C-2022    | C. D. Guadalajara | C. Necaxa              | Erick Medrano - Atlas (13)      |                                                         |
| A-2022    | C. D. Guadalajara | Deportivo Toluca F. C. | Jesús Velasco - Necaxa (11)     |                                                         |
| C-2023    | C. F. Monterrey   | C. Santos Laguna       | Jesús Velasco - Necaxa (18)     |                                                         |
| A-2023    | Atlas F. C        | C. América             | Diego Ramírez - Tigres (13)     |                                                         |
| C-2024    | C. D. Guadalajara | Atlas F. C             | Diego Ramírez - Tigres (12)     | La categoría cambia a Sub-17 a partir del Apertura 2024 |

### Palmarés
| Club                   | Campeón | Subcamp. | Años de los campeonatos        |
| ---------------------- | ------- | -------- | ------------------------------ |
| C. D. Guadalajara      | 4       | -        | A-2021, C-2022, A-2022, C-2024 |
| Atlas F. C.            | 1       | 1        | A-2023                         |
| C. F. Monterrey        | 1       | -        | C-2023                         |
| C. América             | -       | 1        | A-2023                         |
| C. F. Pachuca          | -       | 1        | C-2023                         |
| C. Necaxa              | -       | 1        |                                |
| Deportivo Toluca F. C. | -       | 1        |                                |
| C. Santos Laguna       | -       | 1        |                                |

## Sub-17

### Historial
| Temporada | Campeón                 | Subcampeón              | Goleador(es)                                                                                   | Notas                                                   |
| --------- | ----------------------- | ----------------------- | ---------------------------------------------------------------------------------------------- | ------------------------------------------------------- |
| 2009-10   | Atlas F. C.             | C. F. Monterrey         | Érick Torres - Guadalajara (22)                                                                |                                                         |
| A-2010    | Atlas F. C.             | C. D. Guadalajara       | Mario Cárdenas - Santos Laguna (16)                                                            |                                                         |
| C-2011    | Atlas F. C.             | C. D. Guadalajara       | Alfonso Tamay - Tigres (17)                                                                    |                                                         |
| A-2011    | C. D. Guadalajara       | C. D. Estudiantes Tecos | Adrián Marín - San Luis (16)                                                                   |                                                         |
| C-2012    | C. D. Guadalajara       | Atlas F. C.             | William Guzmán - Guadalajara (12) Adrián Marín - San Luis (12)                                 |                                                         |
| A-2012    | C. F. Pachuca           | C. Santos Laguna        | Diego Pineda - San Luis (17)                                                                   |                                                         |
| C-2013    | C. F. Pachuca           | C. América              | Guillermo Martínez - Pachuca (11) Alexis López - Guadalajara (11) Diego Pineda - San Luis (11) |                                                         |
| A-2013    | C. D. Guadalajara       | C. F. Pachuca           | Carlos Valdespino - Monarcas Morelia (11) José Ávalos - Atlas (11)                             |                                                         |
| C-2014    | C. D. Guadalajara       | Atlas F. C.             | Jorge Zendejas - Pachuca (16)                                                                  |                                                         |
| A-2014    | C. F. Monterrey         | C. Santos Laguna        | Eduardo Aguirre - Santos Laguna (15)                                                           |                                                         |
| C-2015    | C. América              | C. F. Pachuca           | Ronaldo Cisneros - Santos Laguna (16)                                                          |                                                         |
| A-2015    | C. Santos Laguna        | C. F. Pachuca           | José Ávila - Atlas (13) Juan Calero - Pachuca (13)                                             |                                                         |
| C-2016    | C. F. Pachuca           | C. Santos Laguna        | José Salas - Guadalajara (15)                                                                  |                                                         |
| A-2016    | C. D. Guadalajara       | C. F. Monterrey         | José Macías - Guadalajara (13)                                                                 |                                                         |
| C-2017    | C. F. Monterrey         | C. Universidad Nacional | Daniel Lajud - Monterrey (11) Álvaro Verda - Querétaro (11)                                    |                                                         |
| A-2017    | C. Santos Laguna        | C. Universidad Nacional | Alfonso Alvarado - Monterrey (11) Luis Sáenz - América (11) José Ramírez - Querétaro (11)      |                                                         |
| C-2018    | C. Santos Laguna        | C. F. Pachuca           | Roberto de la Rosa - Pachuca (17)                                                              |                                                         |
| A-2018    | C. América              | Tigres de la UANL       | Eduardo Banda - Monterrey (15)                                                                 |                                                         |
| C-2019    | C. Universidad Nacional | Atlas F. C.             | Alejandro Sánchez - Atlas (11)                                                                 |                                                         |
| A-2019    | C. D. Guadalajara       | C. F. Pachuca           | Rubén Hernández - Tijuana (17)                                                                 |                                                         |
| C-2020    |                         |                         |                                                                                                | Torneo cancelado debido a la pandemia del COVID-19      |
| A-2020    | C. Puebla               | C. Necaxa               | Eduardo Mustre - Pachuca (14) Alberto Chávez - Atlas (14)                                      |                                                         |
| C-2021    | C. D. Guadalajara       | Atlas F. C.             | Eduardo Mustre - Pachuca (11) Edgar Castro - Monterrey (11)                                    | La categoría cambia a Sub-18 a partir del Apertura 2021 |
| A-2024    | C. Necaxa               | C. Santos Laguna        | Aldo de Nigris Jr. - Monterrey (12)                                                            |                                                         |
| C-2025    | C. Universidad Nacional | C. Santos Laguna        | Lucca Vuoso - Santos Laguna (15)                                                               |                                                         |

### Palmarés
| Club                    | Campeón | Subcamp. | Años de los campeonatos                                |  |
| ----------------------- | ------- | -------- | ------------------------------------------------------ |  |
| C. D. Guadalajara       | 7       | 2        | A-2011, C-2012, A-2013, C-2014, A-2016, A-2019, C-2021 |  |
| C. F. Pachuca           | 3       | 5        | A-2012, C-2013, C-2016                                 |  |
| Atlas F. C.             | 3       | 4        | 2009-10, A-2010, C-2011                                |  |
| C. Santos Laguna        | 3       | 4        | A-2015, A-2017, C-2018                                 |  |
| C. F. Monterrey         | 2       | 2        | A-2014, C-2017                                         |  |
| C. Universidad Nacional | 2       | 2        | C-2019, C-2025                                         |  |
| C. América              | 2       | 1        | C-2015, A-2018                                         |  |
| C. Puebla               | 1       | -        | A-2020                                                 |  |
| C. Necaxa               | 1       | 1        | A-2024                                                 |  |
| C. D. Estudiantes Tecos | -       | 1        |                                                        |  |
| Tigres de la UANL       | -       | 1        |                                                        |  |

## Sub-17 Internacional

### Historial
| Temporada | Campeón               | Subcampeón        | Goleador(es)                   | Notas |
| --------- | --------------------- | ----------------- | ------------------------------ | ----- |
| 2022      | C. Atlético de Madrid | C. D. Guadalajara | Sebastián Bucio - Toluca (4)   |       |
| 2023      | S. E. Palmeiras       | C. F. Monterrey   | Joaquín Moxica - Monterrey (5) |       |
| 2024      | S. E. Palmeiras       | C. F. Pachuca     | Luis Gamboa - Atlas (5)        |       |

### Palmarés
| Club                | Campeón | Subcamp. | Años de los campeonatos |
| ------------------- | ------- | -------- | ----------------------- |
| S. E. Palmeiras     | 2       | -        | 2023, 2024              |
| Club Atlético de M. | 1       | -        | 2022                    |
| C. D. Guadalajara   | -       | 1        |                         |
| C. F. Monterrey     | -       | 1        |                         |

## Sub-18

### Historial
| Temporada | Campeón                 | Subcampeón       | Goleador(es)                                               | Notas                                                   |
| --------- | ----------------------- | ---------------- | ---------------------------------------------------------- | ------------------------------------------------------- |
| A-2021    | C. F. Pachuca           | Atlas F. C.      | Miguel Pedroza - Necaxa (16) Leonardo Flores - Tigres (16) |                                                         |
| C-2022    | Atlas F. C.             | C. Santos Laguna | Jonathan Reyes - Atlas (12)                                |                                                         |
| A-2022    | C. América              | C. F. Pachuca    | Juan Cantú - América (13)                                  |                                                         |
| C-2023    | C. F. Monterrey         | C. F. Cruz Azul  | Diego Monroy - América (9)                                 |                                                         |
| A-2023    | C. Universidad Nacional | C. F. Monterrey  | Joaquín Moxica (11) - Monterrey                            |                                                         |
| C-2024    | C. D. Guadalajara       | C. Necaxa        | Alan Sandoval (13) - San Luis                              | La categoría cambia a Sub-19 a partir del Apertura 2024 |

### Palmarés
| Club                    | Campeón | Subcamp. | Años de los campeonatos |
| ----------------------- | ------- | -------- | ----------------------- |
| C. F. Monterrey         | 1       | 1        | C-2023                  |
| C. F. Pachuca           | 1       | 1        | A-2021                  |
| Atlas F. C.             | 1       | 1        | C-2022                  |
| C. América              | 1       | -        | A-2022                  |
| C. Universidad Nacional | 1       | -        | A-2023                  |
| C. D. Guadalajara       | 1       | -        | C-2024                  |
| C. Santos Laguna        | -       | 1        | ‐                       |
| C. F. Cruz Azul         | -       | 1        | -                       |
| C. Necaxa               | -       | 1        | -                       |

## Sub-19

### Historial
| Temporada | Campeón           | Subcampeón             | Goleador(es)                   | Notas |
| --------- | ----------------- | ---------------------- | ------------------------------ | ----- |
| A-2024    | C. F. Pachuca     | Club León              | Oswaldo Virgen - Toluca (16)   |       |
| C-2025    | Tigres de la UANL | Deportivo Toluca F. C. | Marcelo Rangel - San Luis (12) |       |

### Palmarés
| Club                   | Campeón | Subcamp. | Años de los campeonatos |
| ---------------------- | ------- | -------- | ----------------------- |
| C. F. Pachuca          | 1       | -        | A-2024                  |
| Tigres de la UANL      | 1       | -        | C-2025                  |
| Club León              | -       | 1        | -                       |
| Deportivo Toluca F. C. | -       | 1        | -                       |

## Sub-20

### Historial
| Temporada | Campeón                 | Subcampeón              | Goleador(es)                                                                        | Notas                                                   |
| --------- | ----------------------- | ----------------------- | ----------------------------------------------------------------------------------- | ------------------------------------------------------- |
| 2009-10   | Tigres de la UANL       | C. D. Guadalajara       | Brayan Martínez - Monterrey (18) Samuel Ochoa - Estudiantes Tecos (18)              |                                                         |
| A-2010    | C. América              | Tigres de la UANL       | Brayan Martínez - Monterrey (12) Gustavo Ramírez - Pachuca (12)                     |                                                         |
| C-2011    | C. América              | Atlas F. C.             | Gustavo Ramírez - Pachuca (12)                                                      |                                                         |
| A-2011    | C. América              | C. Santos Laguna        | Alfonso Nieto - Universidad Nacional (7)                                            |                                                         |
| C-2012    | C. América              | C. Universidad Nacional | Carlos Parra - Santos Laguna (11)                                                   |                                                         |
| A-2012    | C. F. Monterrey         | Monarcas Morelia        | Mauricio Castañeda - León (10)                                                      |                                                         |
| C-2013    | C. D. Guadalajara       | Tigres de la UANL       | Roberto Ramírez - Universidad Nacional (17)                                         |                                                         |
| A-2013    | C. Santos Laguna        | C. León                 | Manuel Pérez - Universidad Nacional (10)                                            |                                                         |
| C-2014    | C. F. Pachuca           | C. Puebla               | José Ruíz - León (11)                                                               |                                                         |
| A-2014    | C. D. Guadalajara       | C. F. Pachuca           | Guillermo Martínez - Pachuca (13)                                                   |                                                         |
| C-2015    | C. F. Pachuca           | C. León                 | Andrés Muñíz - Monarcas Morelia (12)                                                |                                                         |
| A-2015    | C. Santos Laguna        | C. Tijuana              | Julián Quiñones - Tigres (15)                                                       |                                                         |
| C-2016    | Querétaro F. C.         | C. Tijuana              | Diego Pineda - América (14)                                                         |                                                         |
| A-2016    | Atlas F. C.             | C. León                 | Ronaldo Cisneros - Santos Laguna (10)                                               |                                                         |
| C-2017    | C. D. Guadalajara       | C. América              | Rafael Durán - Tigres (8) Aldo Magaña - León (8)                                    |                                                         |
| A-2017    | C. Santos Laguna        | Atlas F. C.             | Ronaldo Cisneros - Santos Laguna (11)                                               |                                                         |
| C-2018    | Tigres de la UANL       | C. América              | Rafael Durán - Tigres (17)                                                          |                                                         |
| A-2018    | C. D. Guadalajara       | C. León                 | Diego Abella - Toluca (11)                                                          |                                                         |
| C-2019    | Atlas F. C.             | C. F. Monterrey         | Roberto de la Rosa - Pachuca (18)                                                   |                                                         |
| A-2019    | C. Santos Laguna        | C. Tijuana              | Alfonso Alvarado - Monterrey (17)                                                   |                                                         |
| C-2020    |                         |                         |                                                                                     | Torneo cancelado debido a la pandemia del COVID-19      |
| A-2020    | C. D. Guadalajara       | Atlas F. C.             | Iván Hernández - León (13)                                                          |                                                         |
| C-2021    | C. F. Monterrey         | C. F. Pachuca           | Rubén Hernández - Tijuana (14) Ángel Robles - Puebla (14)                           |                                                         |
| A-2021    | C. Santos Laguna        | C. F. Cruz Azul         | Joshua Mancha - Santos Laguna (13)                                                  |                                                         |
| C-2022    | C. América              | Tigres de la UANL       | Ricardo Alba - San Luis (11)                                                        |                                                         |
| A-2022    | C. Universidad Nacional | Atlas F. C.             | Esteban Lozano - América (10) José Salazar - León (10) Raúl Camacho - Mazatlán (10) |                                                         |
| C-2023    | Deportivo Toluca F. C.  | C. América              | Samuel González - Puebla (11)                                                       | La categoría cambia a Sub-23 a partir del Apertura 2023 |

### Palmarés
| Club                    | Campeón | Subcamp. | Años de los campeonatos                |
| ----------------------- | ------- | -------- | -------------------------------------- |
| C. América              | 5       | 3        | A-2010, C-2011, A-2011, C-2012, C-2022 |
| C. D. Guadalajara       | 5       | 1        | C-2013, A-2014, C-2017, A-2018, A-2020 |
| C. Santos Laguna        | 5       | 1        | A-2013, A-2015, A-2017, A-2019, A-2021 |
| Atlas F. C.             | 2       | 4        | A-2016, C-2019                         |
| Tigres de la UANL       | 2       | 3        | 2009-10, C-2018                        |
| C. F. Pachuca           | 2       | 2        | C-2014, C-2015                         |
| C. F. Monterrey         | 2       | 1        | A-2012, C-2021                         |
| C. Universidad Nacional | 1       | 1        | A-2022                                 |
| Querétaro F. C.         | 1       | -        | C-2016                                 |
| Deportivo Toluca F. C.  | 1       | -        | C-2023                                 |
| C. León                 | -       | 4        |                                        |
| C. Tijuana              | -       | 3        |                                        |
| Monarcas Morelia        | -       | 1        |                                        |
| C. Puebla               | -       | 1        |                                        |
| C. F. Cruz Azul         | -       | 1        |                                        |

## Sub-21

### Historial
| Temporada | Campeón | Subcampeón | Goleador(es) | Notas |
| --------- | ------- | ---------- | ------------ | ----- |
| A-2025    |         |            |              |       |

### Palmarés
| Club | Campeón | Subcamp. | Años de los campeonatos |
| ---- | ------- | -------- | ----------------------- |
|      |         |          |                         |
|      |         |          |                         |

## Sub-23

### Historial
| Temporada | Campeón                 | Subcampeón        | Goleador(es) | Notas                                                   |
| --------- | ----------------------- | ----------------- | --- | ------------------------------------------------------- |
| A-2023    | C. D. Guadalajara       | Tigres de la UANL | Armando González - Guadalajara (13)                                                                                        |                                                         |
| C-2024    | C. F. Pachuca           | C. Necaxa         | José Salazar - León (13)                                                                                                   |                                                         |
| A-2024    | C. Atlético de San Luis | Tigres de la UANL | Samuel Espinosa - Cruz Azul (9) Diego Abitia - Atlético de San Luis (9) Diego Abreu - Toluca (9) Karel Campos - Juárez (9) |                                                         |
| C-2025    | Deportivo Toluca F. C.  | F. C. Juárez      | Bryan Casas - Cruz Azul (12)                                                                                               | La categoría cambia a Sub-21 a partir del Apertura 2025 |

### Palmarés
| Club                    | Campeón | Subcamp. | Años de los campeonatos |
| ----------------------- | ------- | -------- | ----------------------- |
| C. D Guadalajara        | 1       | -        | A-2023                  |
| C. F. Pachuca           | 1       | -        | C-2024                  |
| C. Atlético de San Luis | 1       | -        | A-2024                  |
| Deportivo Toluca F. C.  | 1       | -        | C-2025                  |
| Tigres de la UANL       | -       | 2        | -                       |
| C. Necaxa               | -       | 1        | -                       |
| F. C. Juárez            | -       | 1        | -                       |

## Palmarés general

### Nacional
| #  | Club                 | Sub-13 | Sub-13 | Sub-14 | Sub-14 | Sub-15 | Sub-15 | Sub-16 | Sub-16 | Sub-17 | Sub-17 | Sub-18 | Sub-18 | Sub-19 | Sub-19 | Sub-20 | Sub-20 | Sub-23 | Sub-23 | Total | Total |
| #  | Club                 | C.     | S.     | C.     | S.     | C.     | S.     | C.     | S.     | C.     | S.     | C.     | S.     | C.     | S.     | C.     | S.     | C.     | S.     | C.    | S.    |
| -- | -------------------- | ------ | ------ | ------ | ------ | ------ | ------ | ------ | ------ | ------ | ------ | ------ | ------ | ------ | ------ | ------ | ------ | ------ | ------ | ----- | ----- |
| 1  | Guadalajara          | 4      | 1      | 1      | -      | 5      | 2      | 4      | -      | 7      | 2      | 1      | -      | -      | -      | 5      | 1      | 1      | -      | 28    | 6     |
| 2  | Pachuca              | 2      | 3      | 1      | -      | 5      | 6      | -      | 1      | 3      | 5      | 1      | 1      | 1      | -      | 2      | 2      | 1      | -      | 16    | 18    |
| 3  | Atlas                | 2      | 4      | -      | -      | 7      | 1      | 1      | 1      | 3      | 4      | 1      | 1      | -      | -      | 2      | 4      | -      | -      | 16    | 15    |
| 4  | América              | 1      | -      | 1      | -      | 1      | 4      | -      | 1      | 2      | 1      | 1      | -      | -      | -      | 5      | 3      | -      | -      | 11    | 8     |
| 5  | Santos               | 1      | 2      | -      | -      | -      | 3      | -      | 1      | 3      | 4      | -      | 1      | -      | -      | 5      | 1      | -      | -      | 9     | 12    |
| 6  | Monterrey            | 2      | -      | 1      | -      | -      | 1      | 1      | -      | 2      | 2      | 1      | 1      | -      | -      | 2      | 1      | -      | -      | 9     | 5     |
| 7  | Pumas                | -      | 1      | -      | 1      | -      | 1      | -      | -      | 2      | 2      | 1      | -      | -      | -      | 1      | 1      | -      | -      | 4     | 6     |
| 8  | Toluca               | 1      | 1      | -      | -      | 1      | -      | -      | 1      | -      | -      | -      | -      | -      | -      | 1      | -      | 1      | -      | 4     | 2     |
| 9  | Tijuana              | -      | 1      | 1      | 1      | 1      | 1      | -      | -      | -      | -      | -      | -      | -      | -      | -      | 3      | -      | -      | 2     | 6     |
| 10 | Tigres               | -      | -      | -      | -      | -      | -      | -      | -      | -      | 1      | -      | -      | -      | -      | 2      | 3      | -      | 2      | 2     | 5     |
| 11 | Necaxa               | -      | -      | -      | 2      | -      | -      | -      | 1      | 1      | 1      | -      | -      | -      | -      | -      | -      | -      | 1      | 1     | 5     |
| 12 | Cruz Azul            | -      | -      | -      | -      | 1      | -      | -      | -      | -      | -      | -      | 1      | -      | -      | -      | 1      | -      | -      | 1     | 2     |
| 13 | Morelia              | 1      | -      | -      | -      | -      | 1      | -      | -      | -      | -      | -      | -      | -      | -      | -      | 1      | -      | -      | 1     | 2     |
| 14 | Puebla               | -      | -      | -      | -      | -      | -      | -      | -      | 1      | -      | -      | -      | -      | -      | -      | 1      | -      | -      | 1     | 1     |
| 15 | Querétaro            | -      | -      | -      | -      | -      | -      | -      | -      | -      | -      | -      | -      | -      | -      | 1      | -      | -      | -      | 1     | -     |
| 16 | Atlético de San Luis | -      | -      | -      | -      | -      | -      | -      | -      | -      | -      | -      | -      | -      | -      | -      | -      | 1      | -      | 1     | -     |
| 17 | León                 | -      | 1      | -      | -      | -      | -      | -      | -      | -      | -      | -      | -      | -      | 1      | -      | 4      | -      | -      | -     | 6     |
| 18 | Tecos                | -      | -      | -      | -      | -      | -      | -      | -      | -      | 1      | -      | -      | -      | -      | -      | -      | -      | -      | -     | 1     |
| 19 | 3.ª Div.             | -      | -      | -      | -      | -      | 1      | -      | -      | -      | -      | -      | -      | -      | -      | -      | -      | -      | -      | -     | 1     |
| 20 | F. C. Juárez         | -      | -      | -      | -      | -      | -      | -      | -      | -      | -      | -      | -      | -      | -      | -      | -      | -      | 1      | -     | 1     |

### Internacional
| # | Club                  | Sub-15 | Sub-15 | Sub-17 | Sub-17 | Total | Total |
| # | Club                  | Camp.  | Sub.   | Camp.  | Sub.   | Camp. | Sub.  |
| - | --------------------- | ------ | ------ | ------ | ------ | ----- | ----- |
| 1 | C. F. Pachuca         | 4      | -      | -      | 1      | 4     | 1     |
| 2 | S. E. Palmeiras       | -      | -      | 2      | -      | 2     | -     |
| 3 | C. D. Guadalajara     | 1      | -      | -      | 1      | 1     | 1     |
| 4 | C. Atlético de Madrid | -      | 1      | 1      | -      | 1     | 1     |
| 5 | C. Tijuana            | 1      | -      | -      | -      | 1     | -     |
| 6 | F. C. Dallas          | -      | 2      | -      | -      | -     | 2     |
| 7 | Chicago Fire          | -      | 1      | -      | -      | -     | 1     |
| 7 | Eintracht Frankfurt   | -      | 1      | -      | -      | -     | 1     |
| 7 | Los Angeles Galaxy    | -      | 1      | -      | -      | -     | 1     |
| 7 | C. F. Monterrey       | -      | -      | -      | 1      | -     | 1     |